# Haus der Architektur Köln

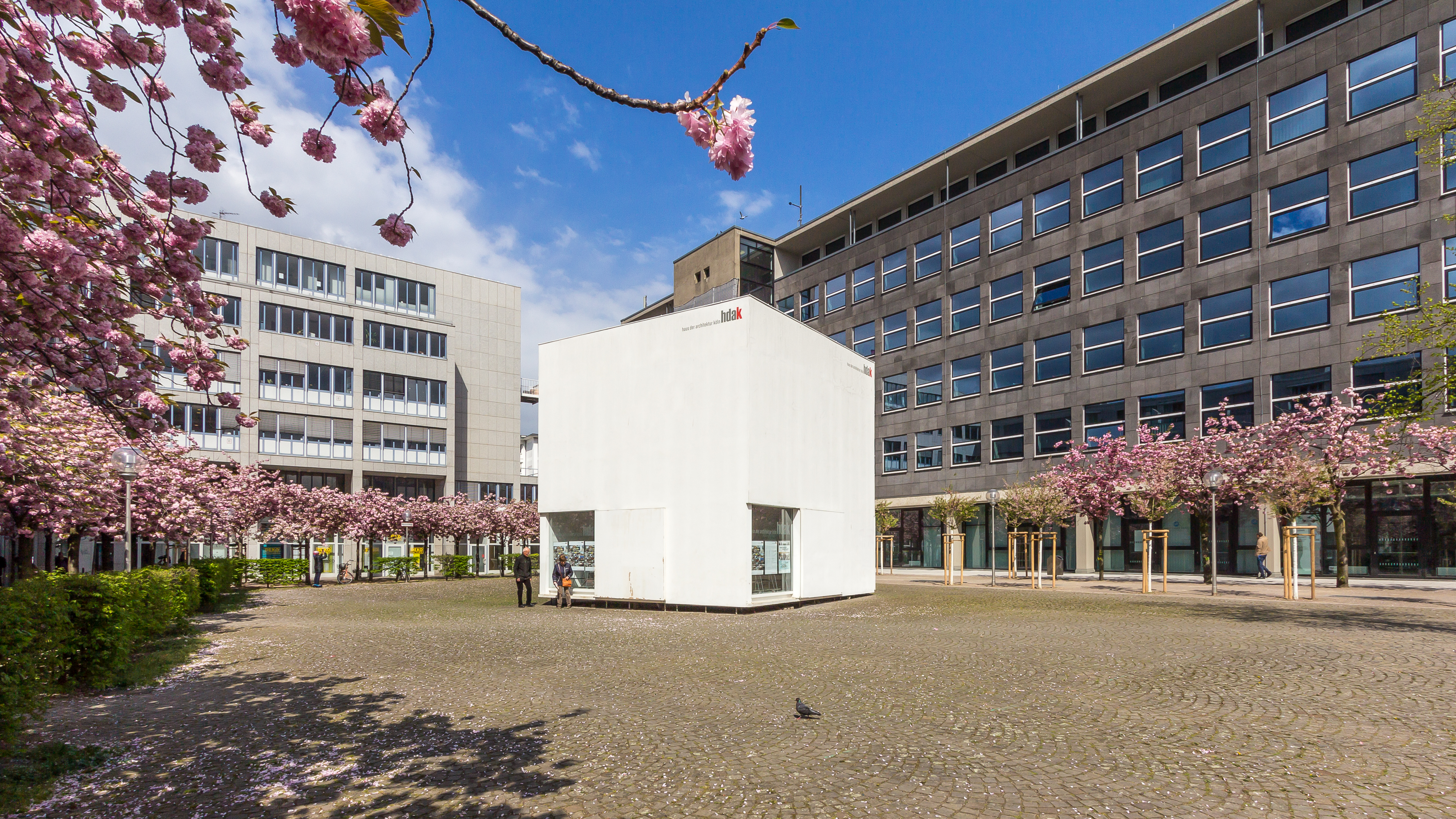
Kubus des Hauses der Architektur auf dem Josef-Haubrich-Hof während der Japanischen Kirschblüte, 2016

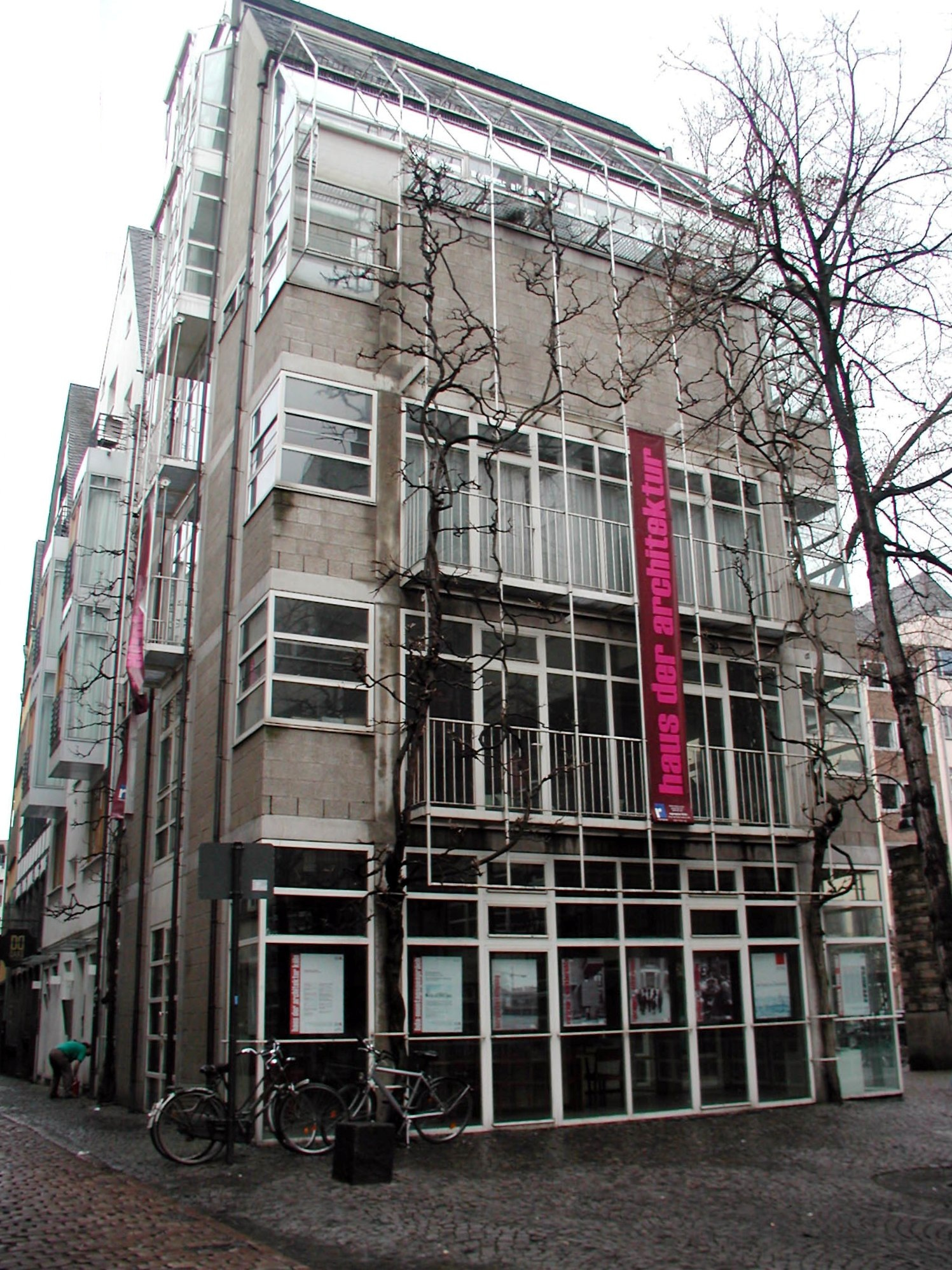
Sitz des Hauses der Architektur bis März 2008 in Lintgasse 9 (2008)

Das Haus der Architektur Köln (hdak) ist ein Baukulturzentrum, das als Bühne, Schaufenster und Forum für Architektur, Städtebau, Freiraumplanung, Planungs- und Baukultur in der Region dient. Träger ist der gemeinnützige Verein zur Förderung von Architektur und Städtebau.
Zu den Aktivitäten des Hauses gehören öffentliche Vortrags- und Diskussionsveranstaltungen im baukulturellen Themenspektrum; darunter die wöchentliche Veranstaltungsreihe Jeden Dienstag 19 Uhr – eine Stunde Baukultur. Des Weiteren werden Ausstellungen, Filmvorführungen, Führungen und Exkursionen sowie Fortbildungsveranstaltungen angeboten. Zielgruppe ist die interessierte Öffentlichkeit.
Das Haus der Architektur Köln wurde mit der Gründungsversammlung des Trägervereines am 25. Februar 2005 ins Leben gerufen. Beteiligt waren namhafte Kölner Architekten und der Architektur verbundenen Persönlichkeiten und Institutionen. Den Sitz hatte die Institution bis März 2008 in einem Gebäude, das von Joachim Schürmann geplant, gebaut und lange Zeit als eigenes Architekturbüro genutzt wurde. Seit 2009 befindet sich der Sitz im hdak-Kubus auf dem Josef-Haubrich-Hof in unmittelbarer Nähe zum Neumarkt (Architekt: Gernot Schulz, Köln).
Das Haus wurde 2009 gemeinsam mit dem Bremer Zentrum für Baukultur vom Bundesverkehrsministerium mit dem Nationalen Preis für integrierte Stadtentwicklung und Baukultur ausgezeichnet. 2015 erhielt es den Ehrenpreis des Kölner Kulturpreises. Die Laudatio hielt Barbara Schock-Werner, die ehemalige Kölner Dombaumeisterin.

## Veranstaltungsreihe „Jeden Dienstag 19 Uhr – eine Stunde Baukultur“
Das Format „Jeden Dienstag 19 Uhr – eine Stunde Baukultur“ hat zwei gleichberechtigte Bestandteile; zunächst der inhaltliche Impuls in Form von Kurzvorträgen, dann die Diskussion des Publikums „auf Augenhöhe“ mit den Referenten, nach Möglichkeit tatsächlich auf eine Stunde angesetzt. Diese Gesprächskultur wird sowohl von den eingeladenen Referenten als auch vom Publikum sehr geschätzt – bei inzwischen über 490 Veranstaltungen mit über 600 Referenten und Diskussionsgästen.
Häufig führen aufgegriffene Themen dazu, diese außerhalb des wöchentlichen Formates in eigenen Projekten und Netzwerken weiterzuentwickeln.

## Netzwerk für gemeinschaftliches Bauen und Wohnen im hdak
Das „Netzwerk für gemeinschaftliches Bauen und Wohnen“ geht auf einen Impuls des wöchentlichen Formates zurück und ist in Köln die zentrale Plattform geworden für Baugruppen, genossenschaftliches Wohnen und Co-Housing-Projekte. Es berät und informiert Interessierte zum Thema gemeinschaftliches Bauen und Wohnen. Regelmäßige Netzwerktreffen und Themenabende sowie der jährliche Kölner Wohnprojektetag ergänzen das Angebot.

## Kölner Baukultur Kalender
Das hdak sammelt und recherchiert kontinuierlich die Daten baukultureller Veranstaltungen in Köln und erstellt daraus seit 2009 einen übergreifenden „Kölner Baukultur Kalender“. Der Kalender ist öffentlich und wird über das Internet und einen wöchentlich erscheinenden E-Mail-Newsletter beworben.

## Verein
Träger des Hauses der Architektur Köln ist der Verein „Haus der Architektur Köln – Verein zur Förderung von Architektur und Städtebau e. V.“. Im Februar 2005 gegründet, hat der Verein inzwischen über 210 Mitglieder aus vielen Bereichen des gesellschaftlichen Lebens.
Der aktuelle Vorstand (seit 2024):
- Dörte Gatermann (Vorsitzende)
- Christian Wendling (Vorsitzender)
- Regina Stottrop (stv. Vorsitzende)
- Susanna Häck (Schatzmeisterin)
- Ralf Brand
- Hans Kummer
- Lynn Kunze
- Michael Reiß
- Ulrike Toprak

Bisherige Vorstandsmitglieder:
- Martin Amme, 2014–2017
- Architekturfakultät der TH Köln (bis 2015 FH Köln), 2011–2014 als stv. Vorsitzende, 2011–2013 vertreten durch Brigitte Caster, 2013–2017 vertreten durch Paul Böhm, 2017–2024 vertreten durch Rüdiger Karzel
- Ute Becker, 2011–2014 und 2017–2019
- Joachim Bohlen, Schatzmeister 2005–2006
- Ralf Brand, seit 2017
- Burkard Dewey, 2008–2011 und 2014–2021, stv. Vorstandsvorsitzender 2014–2021
- Christl Drey, seit 2014, Vorstandsvorsitzende seit 2014 bis 2024
- Thomas Engel, seit 2019, Schatzmeister seit 2021 bis 2024
- Michael Hecker, 2008–2014
- Bernadette Heiermann, 2005
- Severin Heiermann, 2005–2008
- Jürgen Keimer, seit 2011, stv. Vorstandsvorsitzender seit 2021 bis 2024
- Ulrich Krings, 2008–2014
- Utz Ingo Küpper, 2005–2008
- Lynn Kunze, seit 2021
- Thomas Luczak, 2008–2014, stv. Vorstandsvorsitzender 2008–2011
- Peter Nitsche, Schatzmeister 2006 bis 2021
- Beatrix Rockenbach-Böhm, 2005 bis 2008
- Christian Schaller, 2005–2014, stv. Vorstandsvorsitzender 2005–2008, Vorstandsvorsitzender 2011–2014
- Hans Schilling, 2005–2008
- Brigitte Scholz, 2014–2017
- Almut Skriver, 2017–2021
- Regina Stottrop, seit 2008, stv. Vorstandsvorsitzende seit 2011
- Josef Verhoff, 2005–2008
- Andrea Wallrath, 2005–2008
- Erwin H. Zander, Gründungsvorsitzender 2005–2011

Ehrenvorsitzender:
- Erwin H. Zander (verstorben)

Ehrenmitglieder:
- Hans Schilling (verstorben)
- Ute Chibidziura
- Peter Nitsche
- Christian Wendling
- Gernot Schulz

## Geschäftsführung
- Dr. Ute Chibidziura (2005)
- Christian Wendling (2006 – 2017)
- Yola Thormann (seit 2017)[7]

## Partner
- Bund Deutscher Architekten, Bezirksgruppe Köln (BDA Köln)
- Architektur Forum Rheinland (AFR)
- Deutscher Werkbund (DWB)
- Kölner Architekturpreis
- Leitbildgruppe Köln 2020
- Vereinigung für Stadt-, Regional- und Landesplanung (SRL)
- Architekten über Grenzen
- ai architektinnen initiative (NW)
- Fakultät für Architektur der FH Köln
- Kontaktkreis Kölner Architekten- und Ingenieurverbände mit den Mitgliedern (KKK):
  - Architekten- und Ingenieurverein KölnBonn (AIV)
  - Bund Deutscher Architekten (BDA)
  - Bund Deutscher Baumeister, Architekten und Ingenieure (BDB)
  - Bund Deutscher Landschaftsarchitekten (BDLA)
  - Bund der Öffentlich bestellten Vermessungsingenieure (BDVI)
  - Rheinischer Verein für Denkmalpflege und Landschaftsschutz (RVDL)
  - Verband Beratender Ingenieure (VBI)
  - Verein Deutscher Ingenieure (VDI)